# Johann Joachim Rolssen

Johann Joachim Rolssen als Student in Göttingen (1779)

Johann Joachim Rolssen (* 29. September 1751 in Riga; † 14. März 1841 ebenda) war Bürgermeister der Stadt Riga.

## Leben
Johann Joachim Rolssen war der Sohn des aus Lüneburg stammenden Malermeisters und Ältermannes der St. Johannis-Gilde in Riga. Nach dem Besuch der Domschule in Riga studierte er von 1774 bis 1780 an der Georg-August-Universität Göttingen Theologie, Rechtswissenschaften und Kameralien. Er ist für diese Zeit als Subsenior (1777) und 1778 als Nachfolger von Gustav Johann von Buddenbrock bis Januar 1779 als Senior der Landsmannschaft der Kurländer belegt und wurde 1779 auch Mitglied des einflussreichen Studentenordens „ZN“. Sein Schattenriss aus dieser Zeit befindet sich in der Silhouetten-Sammlung Schubert in der SUB Göttingen.
Zurück in Riga wurde er zunächst für verschiedene Behörden als Advokat tätig. 1797 wurde Rolssen Ratsherr in Riga., 1803 Landvogt, 1807 Präses des Amts- und Kämmereigerichts sowie Oberwettherr. Ab 1810 war er einer der Bürgermeister der Stadt Riga und hatte die Funktion des Oberwaisenherren inne. 1811 war Rolssen Vertreter der Stadt im Schutzblattern-Impfungskomitee für den Rigischen Kreis. Rolssen wurde 1826 wortführender Bürgermeister von Riga und Präses des Stadtkonsistoriums. Er trat 1834 in den Ruhestand.